# Torpedowce typu Schichau (Austro-Węgry)
Torpedowce typu Schichau – austro-węgierskie torpedowce z końca XIX wieku i okresu I wojny światowej. W latach 1885–1891 w niemieckiej stoczni Schichau w Elblągu oraz krajowych stoczniach Marinearsenal w Poli i Stabilimento Tecnico Triestino w Trieście zbudowano 22 okręty tego typu. Jednostki weszły w skład Kaiserliche und Königliche Kriegsmarine w latach 1886–1891 i z wyjątkiem wycofanego wcześniej Tb 28 wzięły udział w I wojnie światowej, ze stratą jednego okrętu (Tb 26). W latach 1912–1918 wszystkie okręty przebudowano na trałowce. W wyniku podziału floty po upadku Austro-Węgier 16 jednostek przyznano Włochom, a cztery Królestwu SHS (Jugosławii). Część okrętów przejętych przez Włochy złomowano w 1920 roku, kilka pływało w służbie celnej do 1925 roku, natomiast trzy jednostki jugosłowiańskie zakończyły służbę w latach 20., zaś jedna (D-2) dotrwała do II wojny światowej.

## Projekt i budowa
Pierwsze torpedowce typu Schichau zamówiono w Niemczech, a kolejne zostały zbudowane także w stoczniach krajowych, według projektu stoczni Schichau.
Spośród 22 okrętów tego typu siedem zbudowanych zostało w stoczni Schichau w Elblągu, dziewięć powstało w Marinearsenal w Poli, a sześć zbudowała stocznia Stabilimento Tecnico Triestino w Trieście. Budowę okrętów rozpoczęto w latach 1885–1891, zostały zwodowane w latach 1886–1892, a do służby w Kaiserliche und Königliche Kriegsmarine przyjęto je w latach 1886–1894.
| Okręt              | Stocznia      | Początek budowy   | Wodowanie            | Wejście do służby |
| ------------------ | ------------- | ----------------- | -------------------- | ----------------- |
| „Kibitz” (Tb 19)   | Marinearsenal | czerwiec 1891     | 1892                 | 1 lipca 1892      |
| „Kukuk” (Tb 20)    | Schichau      | 1888              | grudzień 1888        | maj 1889          |
| „Staar” (Tb 21)    | Schichau      | 1888              | 5 listopada 1888     | maj 1889          |
| „Krähe” (Tb 22)    | Schichau      | 1888              | 19 października 1888 | 7 maja 1889       |
| „Rabe” (Tb 23)     | Schichau      | 1888              | wrzesień 1888        | 20 listopada 1888 |
| „Elster” (Tb 24)   | Schichau      | 1888              | 11 września 1888     | 5 listopada 1888  |
| „Gaukler” (Tb 25)  | STT           | grudzień 1888     | 10 lipca 1889        | 3 kwietnia 1890   |
| „Flamingo” (Tb 26) | STT           | grudzień 1888     | 29 sierpnia 1889     | 17 marca 1890     |
| „Sekretär” (Tb 27) | STT           | grudzień 1888     | październik 1889     | 9 lutego 1890     |
| „Weihe” (Tb 28)    | STT           | ?                 | 1889                 | 1889              |
| „Marabu” (Tb 29)   | STT           | grudzień 1888     | 10 sierpnia 1889     | 31 stycznia 1890  |
| „Harpie” (Tb 30)   | STT           | grudzień 1888     | 22 czerwca 1889      | 18 lutego 1890    |
| „Sperber” (Tb 31)  | Schichau      | grudzień 1885     | 7 maja 1886          | 6 sierpnia 1886   |
| „Habicht” (Tb 32)  | Schichau      | grudzień 1885     | 7 maja 1886          | 6 sierpnia 1886   |
| „Bussard” (Tb 33)  | Marinearsenal | 30 września 1886  | maj 1887             | 7 maja 1887       |
| „Condor” (Tb 34)   | Marinearsenal | 17 września 1886  | 1887                 | 7 maja 1887       |
| „Geier” (Tb 35)    | Marinearsenal | 17 listopada 1886 | 1887                 | 6 czerwca 1888    |
| „Uhu” (Tb 36)      | Marinearsenal | 7 grudnia 1886    | 1887                 | 6 czerwca 1888    |
| „Würger” (Tb 37)   | Marinearsenal | 1887              | 1887                 | 1890              |
| „Kranich” (Tb 38)  | Marinearsenal | 1887              | 1887                 | 31 sierpnia 1894  |
| „Reiher” (Tb 39)   | Marinearsenal | 1887              | 1887                 | 2 lipca 1893      |
| „Ibis” (Tb 40)     | Marinearsenal | 1887              | 1887                 | 29 kwietnia 1894  |

## Dane taktyczno–techniczne
Okręty były niewielkimi, przybrzeżnymi torpedowcami. Długość całkowita wynosiła 39,9 metra (tyle samo na konstrukcyjnej linii wodnej i 39 metrów między pionami), szerokość 4,8 metra i zanurzenie 1,9 metra (maksymalne 2,1 metra). Wyporność standardowa wynosiła 78 ton, zaś pełna 93 tony. Okręty napędzane były przez maszynę parową potrójnego rozprężania o mocy od 970 do 1240 KM, do której parę dostarczał początkowo jeden kocioł lokomotywowy. Jednośrubowy układ napędowy pozwalał osiągnąć prędkość od 18,5 do 22,8 węzła. Okręty zabierały zapas 19 ton węgla, co zapewniało zasięg wynoszący 1200 Mm przy prędkości 10 węzłów (lub 350 Mm przy prędkości maksymalnej).
Okręty wyposażone były w dwie wyrzutnie torped kalibru 350 mm. Uzbrojenie artyleryjskie stanowiły dwa pojedyncze działka pokładowe kal. 37 mm L/23 Hotchkiss. Wyposażenie uzupełniał reflektor o średnicy 30 cm.
Załoga pojedynczego okrętu składała się z 16 oficerów, podoficerów i marynarzy.

## Służba
W pierwszym dziesięcioleciu XX wieku na okrętach dokonano modernizacji układu napędowego: kocioł lokomotywowy został zastąpiony dwoma kotłami typu Yarrow o ciśnieniu 13 atm, opalanymi mazutem (od tego momentu jednostki miały dwa kominy). 30 stycznia 1910 roku na podstawie zarządzenia o normalizacji nazw jednostki utraciły swoje nazwy, zastąpione numerami 19–40. W 1911 roku ze służby wycofano Tb 28, który stał się jednostką pomocniczą, pełniąc funkcję tendra w Kotorze. U progu I wojny światowej okręty były już przestarzałe i przestały odpowiadać wymogom stawianym jednostkom ich klasy, więc w latach 1912–1918 przystosowano je do pełnienia roli trałowców. Przebudowane podczas wojny okręty zachowały jednak swoje aparaty torpedowe, a część pływała nawet z torpedami. Jedyną wojenną stratą był Tb 26, który zatonął na minie 23 sierpnia 1914 roku nieopodal Puli. Z powodu rozpadu monarchii habsburskiej 1 listopada 1918 roku na jednostkach opuszczono po raz ostatni banderę KuKK. W wyniku przeprowadzonego w styczniu 1920 roku podziału floty austro-węgierskiej 16 okrętów typu Schichau zostało przyznanych Włochom, z czego w 1920 roku złomowano Tb 20, Tb 23, Tb 27, Tb 30, Tb 31, Tb 33, Tb 34, Tb 35, Tb 37, Tb 39 i Tb 40, a kilka przeznaczono do służby w urzędzie skarbowym w Trieście, którą pełniły do 1925 roku (Tb 22, Tb 24, Tb 25, Tb 29 i Tb 32). Cztery okręty przyznano Królestwu SHS (Jugosławii) –  Tb 21, Tb 36, Tb 38 i Tb 19, gdzie służyły jako pomocnicze trałowce, odpowiednio pod oznaczeniami D-1 – D-4. Trzy z nich złomowano w latach 20., a D-2 przetrwał aż do agresji Niemiec na Jugosławię w kwietniu 1941 roku i ostatecznie został zatopiony w 1944 roku.